# Vojtěch Kaisler
Vojtěch Kaisler (8. ledna 1870, Beroun – 20. července 1943, Praha) byl profesorem Českého vysokého učení technického pro lesní dopravnictví a hrazení bystřin. V akademickém roce 1938–1939 byl rektorem ČVUT.

## Život
Narodil se v Berouně v rodině soudního adjunkta Františka Kaislera a jeho ženy Matyldy Köhligové v domě č. 42 na dnešním Husově náměstí. Později se rodina přestěhovala do Chrudimi, kde Vojtěch studoval na reálném gymnáziu. Po maturitě v roce 1889 se rozhodl pro studium lesního inženýrství na vídeňské Hochschule für Bodenkultur, což byla v té době jediná vysoká škola s lesnickou fakultou v předlitavských zemích Rakousko-Uherska. Nutnou roční praxi před nástupem na školu absolvoval od 1. srpna 1889 do 31. srpna 1890 na jilemnickém panství hraběte Jana Harracha pod vedením Ludvíka Schmida (1841–1895). Studium na lesnické fakultě zakončil složením II. státní zkoušky v roce 1893. Již během studia jej zaujala problematika hrazení bystřin a proto absolvoval ještě zkoušku z tohoto oboru u profesora Ferdinanda Wanga.
První praxi po ukončení studia získal na velkostatku Smečno, který v té době patřil rodu Clam-Martinickému. Pracoval zde od září 1893 do srpna 1894 pod vedením lesmistra Jana Wandase. Poté nastoupil na Správě hrazení bystřin na Královských Vinohradech. Současně studoval vodní hospodářství, meliorace a silniční hospodářství na Císařské a královské české vysoké škole technické v Praze. V roce 1897 byl jmenován lesním adjunktem a 3. května 1900 se oženil s Kateřinou Bártovou, dcerou lesního v Ptěníně. Spolu měli čtyři syny: Vojtěcha (nar. 25. 5. 1901), Jana (nar. 4. 5. 1903), Karla (nar. 4. 9. 1904) a Jaroslava (nar. 24. 1. 1906).
V roce 1902 byl přeložen do Villachu, údajně proto, že se zastával dělníků při stavbách v Krkonoších. V Korutanech dosáhl hodnosti c. k. komisaře technické služby. Ve volném čase cestoval s manželkou a dětmi po Dalmácii a Itálii. V roce 1904 bylo vyhověno jeho žádosti o návrat do Čech a tak od března opět působil na Královských Vinohradech. V říjnu 1907 byl jmenován zástupcem vedoucího správy a 18. dubna 1912 lesním radou. Od roku 1907 také začal publikovat v českém i německém odborném tisku. Podnikl studijní cesty na Moravu, do Slezska, Rakouska a Švýcarska.
V roce 1910 byl jmenován honorovaným docentem pro hrazení bystřin pro kulturní odbor na České vysoké škole technické a v roce 1914 i docentem encyklopedie lesnictví na zemědělském odboru a odboru pozemního stavitelství.
Po vzniku Československa působil vedle ČVUT i na ministerstvu zemědělství, kde byl 31. ledna 1919 jmenován vrchním lesním radou. Působil zde až do roku 1926. Dále se věnoval organizaci studia lesnictví. Podílel se na vzniku samostatných lesnických fakult při ČVUT v Praze a při VUT v Brně v roce 1919. V roce 1920 byl jmenován ministerským radou a profesorem pro obory hrazení bystřin, lesní dopravnictví a lesnická encyklopedie. Sám ale zůstal na odboru kulturně-technického inženýrství. Pro odbor lesního hospodářství byl uvolněn teprve na žádost děkana Gabriela Jirsíka, ovšem s podmínkou, že bude nadále přednášet i na odboru kulturně-technickém. V roce 1920 založil Ústav inženýrských staveb a hrazení bystřin, který pak vedl. V akademickém roce 1929–1930 byl děkanem lesnické fakulty a v roce 1938–1939 rektorem ČVUT. Po uzavření českých vysokých škol po 17. listopadu 1939 byl penzionován.

### Rodinný život
S manželkou Karlou, rozenou Bártovou (1875-??) měl čtyři syny: Vojtěcha (1901-??), Jana (1903-??), Karla (1904-??) a Jaroslava (1906-??).

## Dílo

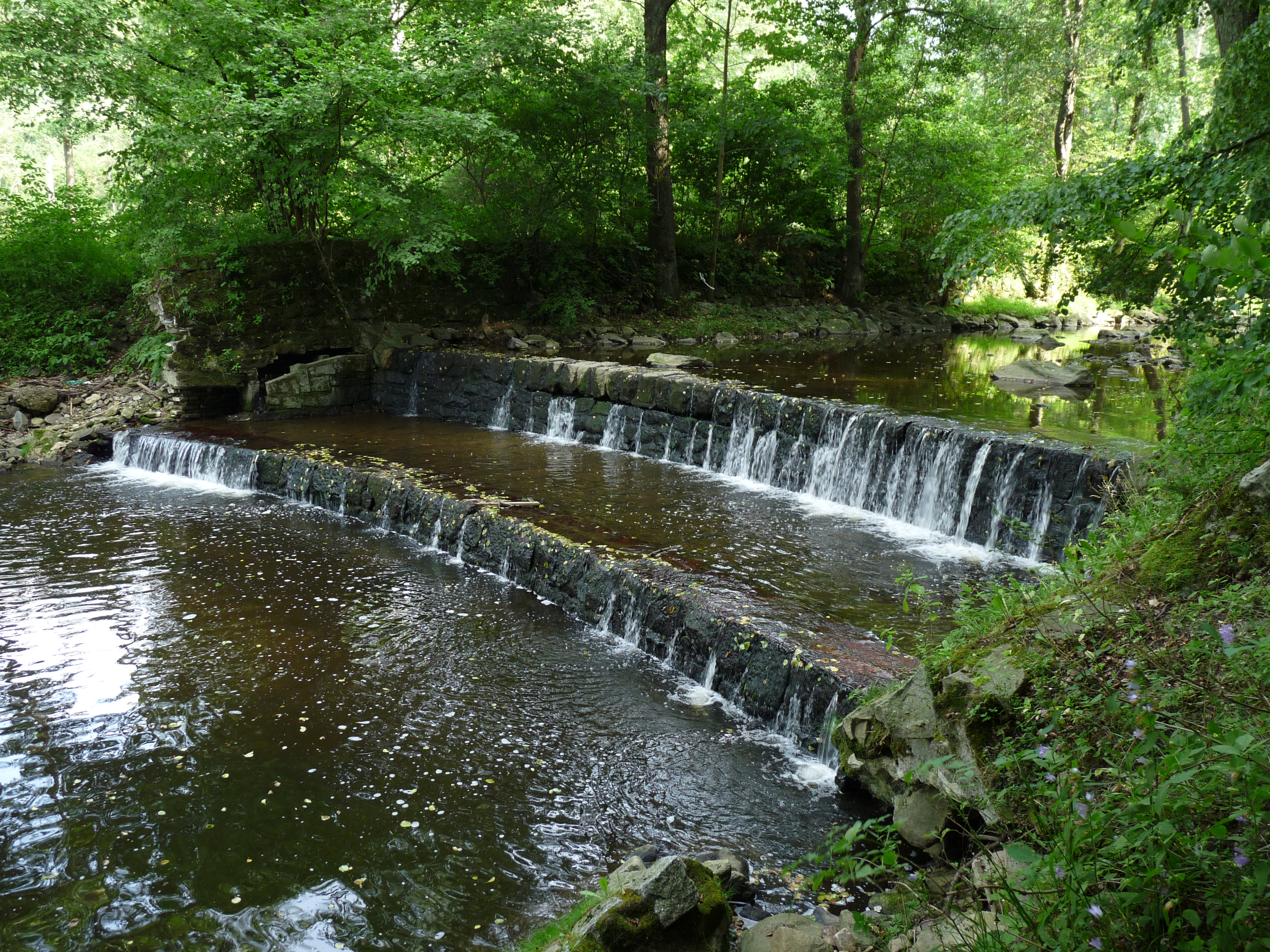
Přehrážka na Křemžském potoce u Dívčího kamene

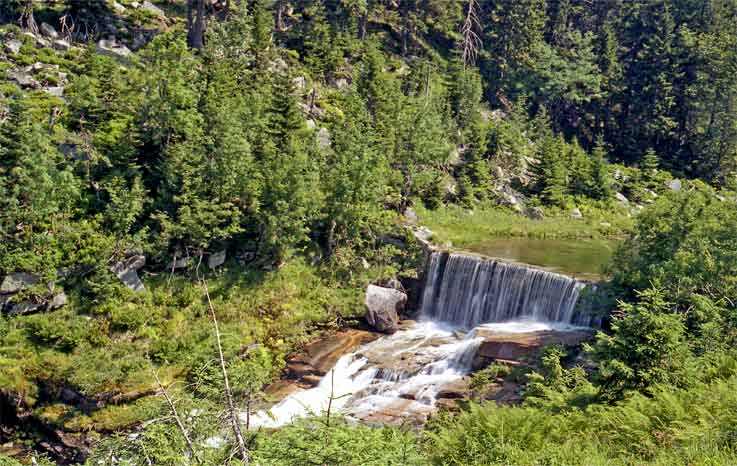
Kaskády vodního hrazenářského díla na Bílém Labi

Celý život se věnoval vztahu lesa a vody. Přitom se nezabýval pouze technickým řešením staveb a hledisky ekonomickými. Zdůrazňoval i otázky dlouhodobého vývoje lesa včetně otázek ekologických a estetických.
Jako lesní adjunkt a později rada se v rámci svého působení na Správě hrazení bystřin podílel na projektech hrazení bystřin v Čechách (povodí Labe a Ohře) na Moravě (povodí Moravy, Svitavy a Odry) a ve Slezsku (povodí Visly a Odry). Konkrétně šlo o stavby:
- 1894–1900 Rakovnické strže (strže u přítoků Rakovnického potoka)
- 1902–1904 Korutany, práce v okolí Villachu: bystřiny Grajšček, Lukavšček, Vipava, Idrica, Soča. Vedle vlastního hrazení bystřin se zabýval i ochranou staveb silničních a železničních a zalesňováním.
- po roce 1904 v Čechách projektoval a často i vedl zahrazovací práce na bystřinách:
  - Krkonoše: Bílé a Malé Labe, Malá a Velká Úpa,
  - Křemžský potok, přítoky Vltavy, Kocáby, Sázavy a Křetínky; Olšinka, Krounka, Zlatý potok u Třemošnice, Kněžná, Třebovětický potok, Průčelský potok, Kamenný potok, horní tok Vrchlice, Petrovický potok, Lomnický potok. Při těchto projektech prosazoval souběžné zalesňovací práce, zákaz holosečí a vysazování smíšených lesů namísto lesních monokultur.
  - Zabýval se i plavením a další dopravou dřeva. V rámci projektu splavnění Vltavy a Labe projektoval vorové propusti

Přednášel na mezinárodních lesnických kongresech v roce 1931 v Římě a v roce 1936 v Budapešti.

### Publikační činnost
V letech 1907–1939 tiskl řadu článků v českém i německém odborném tisku (Technický obzor, Lesnická práce, Dřevařské listy a další.
Je autorem kapitol ve slovnících:
- Technický průvodce pro inženýry a stavitele. Sešit pátý, sestavili Antonín Klír a František Klokner, Praha : Česká matice technická, 1922
- Václav Kotyška, Vladimír Teyssler: Technický slovník naučný, od roku 1927
- Ottův slovník naučný nové doby, 1930-1943

## Ocenění díla
- Dne 22. září 1938 mu byl udělen čestný titul doktora technických věd (dr. h. c.) Českého vysokého učení technického v Praze[3]. Návrh profesorského sboru ze dne 2. června 1938 byl schválen Ministerstvem školství a národní osvěty dne 8. července 1938.[4]